# Nationaal Hitteplan
Het Nationaal Hitteplan is een waarschuwingssysteem in Nederland dat is opgesteld om gezondheidsproblemen door langdurig warm weer te voorkomen, met name onder kwetsbare groepen zoals ouderen, chronisch zieken, mensen met overgewicht, en jonge kinderen. Het plan is een samenwerking tussen het Rijksinstituut voor Volksgezondheid en Milieu (RIVM), het Koninklijk Nederlands Meteorologisch Instituut (KNMI) en diverse maatschappelijke en zorgorganisaties. Het Nationaal Hitteplan bestaat sinds 2007 en is sindsdien regelmatig geactiveerd tijdens periodes van aanhoudende hitte.

## Doelstelling
Het primaire doel van het Nationaal Hitteplan is het tijdig informeren van zorgorganisaties en het publiek over dreigende hitteperiodes, zodat preventieve maatregelen kunnen worden genomen om hittegerelateerde gezondheidsproblemen zoals uitdroging en hitteberoerte te minimaliseren of te voorkomen. Door proactief te waarschuwen, nog voordat een officiële hittegolf is vastgesteld, krijgen betrokken partijen voldoende tijd om zich voor te bereiden.

## Activering
Het Nationaal Hitteplan wordt geactiveerd door het RIVM, na overleg met het KNMI, wanneer de weersverwachting een verhoogde kans aangeeft op langdurig warm weer. Belangrijke criteria voor activering zijn:
- Een verwachte periode van vier dagen of langer met maximumtemperaturen van 27 graden Celsius of hoger.[1]
- De verwachte nachttemperatuur, gevoelstemperatuur en luchtvochtigheid spelen ook een rol bij de beslissing tot activering.[1]

Een activatie van het Hitteplan staat los van de definitie van een hittegolf (minimaal 5 aaneengesloten dagen met een maximumtemperatuur van 25°C of hoger in De Bilt, waarvan minimaal 3 dagen met een maximumtemperatuur van 30°C of hoger). Het Hitteplan kan eerder worden geactiveerd om een tijdige waarschuwing te geven.

## Werkwijze
Zodra het Nationaal Hitteplan is geactiveerd, volgen de volgende stappen:
1. Waarschuwing door RIVM: Het RIVM verspreidt een persbericht en informeert diverse organisaties, waaronder brancheorganisaties in de zorg, GGD's, en het Rode Kruis.[2]
2. Lokale implementatie: Deze organisaties informeren op hun beurt lokale entiteiten zoals gemeenten, verpleeghuizen, thuiszorgorganisaties en huisartsen.[2] Zij implementeren het plan op hun eigen specifieke wijze, aangepast aan hun doelgroep en behoeften. Voorbeelden van maatregelen zijn het aanpassen van zonwering, stimuleren van hydratatie, aanbieden van verkoelende voetbaden, en extra toezicht op kwetsbare personen.[1]
3. Publieksadvies: Via verschillende kanalen wordt het publiek geadviseerd over voorzorgsmaatregelen die men zelf kan nemen.[3]

## Adviezen bij hitte
De algemene adviezen die via het Nationaal Hitteplan worden verspreid, omvatten:
- Voldoende drinken, ook als men geen dorst heeft (minimaal twee liter per dag).
- Vermijd fysieke inspanningen tijdens de warmste uren van de dag (tussen 12:00 en 18:00 uur).
- Blijf zoveel mogelijk in de schaduw en draag lichte, luchtige kleding.
- Houd de woning koel door overdag ramen en deuren gesloten te houden en zonwering te gebruiken. Ventileer 's nachts wanneer het koeler is.
- Let extra op kwetsbare personen in de omgeving en bied hulp aan.
- Wees alert op signalen van oververhitting (hoofdpijn, duizeligheid, misselijkheid) en neem bij ernstige klachten contact op met een arts.
- Houd rekening met medicijngebruik; sommige medicijnen kunnen anders werken bij hitte. Overleg bij twijfel met een apotheker of huisarts.